# Caratunk
La ville de Caratunk est située dans le comté de Somerset, dans l’État du Maine, aux États-Unis. Sa population s’élevait à 69 habitants lors du recensement de 2010.

## Source
- (en) Cet article est partiellement ou en totalité issu de l’article de Wikipédia en anglais intitulé « Caratunk, Maine » (voir la liste des auteurs).